# Peperomia lifuana
Peperomia lifuana är en pepparväxtart som beskrevs av C. Dc.. Peperomia lifuana ingår i släktet peperomior, och familjen pepparväxter. Inga underarter finns listade i Catalogue of Life.